# Alexandria Ocasio-Cortez
Alexandria Ocasio-Cortez   (Bronx, 13 d'octubre de 1989), sovint anomenada AOC per les seues inicials, és una política i activista estatunidenca, destacada per ser la dona més jove que ha entrat en el Congrés dels Estats Units amb 29 anys.
El 26 de juny de 2018, va guanyar les primàries del Partit Demòcrata en el 14è districte de l'Estat de Nova York, imposant-se al veterà Joseph Crowley, en la que va ser considerada la més sorprenent de les victòries en la temporada d'eleccions de mig mandat de 2018. És membre de Socialistes Democràtics d'Amèrica i ha rebut el suport d'una gran varietat d'organitzacions polítiques progressistes i altres personalitats. Des de la seva elecció ha estat objecte de continus atacs de tota mena per part dels sectors conservadors estatunidencs.

## Vida i educació
Ocasio-Cortez va néixer al districte del Bronx de Nova York el 13 d'octubre de 1989. Els seus pares són Blanca Ocasio-Cortez (nascuda Cortez) i Sergio Ocasio-Roman. Té un germà petit que es diu Gabriel. El seu pare, arquitecte, d'origen portoriqueny també va nàixer al Bronx, mentre que la seva mare és de Puerto Rico. Fins als cinc anys, va viure amb la seva família en un apartament del barri de Parkchester. Més tard, la família es va traslladar a una casa a Yorktown Heights, un suburbi del comtat de Westchester sense perdre els seus lligams amb el Bronx, on viuen molts dels seus familiars.
Entre 2003 i 2007, va assistir a la Yorktown High School, on va guanyar el segon premi en el Intel International Science and Engineering Fair amb un projecte de recerca sobre microbiologia. Com a resultat, la Unió Astronòmica Internacional va posar el seu nom a un petit asteroide, el 23238 Ocasio-Cortez. A l'institut, va prendre part en la Junta Legislativa Juvenil Lorenzo de Zavala (LDZ) del National Hispanic Institute. Més tard seria elegida secretària estatal del LDZ mentre estudiava a la Universitat de Boston. El 2008, mentre estudiava en segon any el seu pare va morir d'un càncer de pulmó, i Alexandria va haver d'enfrontar-se aleshores a una llarga batalla legal pel que fa al que posseïa la família.
Ocasio-Cortez obtingué la beca d'investigació John F. López en el National Hispanic Institute i va fer pràctiques a l'oficina d'immigració del Senador Ted Kennedy. Es va graduar la quarta de la seva classe de la Facultat d'Arts i Ciències de la Universitat de Boston l'any 2011 amb un grau en economia i relacions internacionals.

## Primers passos
Després de l'institut, Ocasio-Cortez va tornar al Bronx, on va treballar com a cambrera a Manhattan i en una taqueria. La seva mare, mentrestant, netejava cases i conduïa autobusos escolars. Després de la mort del seu pare, Ocasio-Cortez i la seva mare lluitaren per l'execució de la hipoteca de casa seva. Amb el suport financer de la Sunshine Bronx Business Incubator, va establir l'editorial Brook Avenue Press, especialitzada en literatura infantil que intentava donar una visió positiva del Bronx. Va treballar liderant un projecte educatiu a GAGEis, Inc. Ocasio-Cortez va ser també educadora a l'organització sense ànim de lucre National Hispanic Institute, en què va ocupar el càrrec de Directora Educativa en els Collegiate World Series del Nord-est l'any 2017.
Després d'assabentar-se que havia estat eliminada del cens de Nova York com a votant i no poder votar en les primàries de 2016, Ocasio-Cortez va participar com a organitzadora de la Campanya presidencial de Bernie Sanders de 2016. Una vegada celebrades les eleccions generals, va viatjar arreu dels Estats Units amb cotxe, visitant llocs com Flint, Michigan, i Standing Rock, i va mantenir contacte amb la gent afectada per la violació de drets humans durant la Crisi sanitària de Flint i les protestes contra l'extracció de gas a Dakota. En una entrevista, recordà la seva visita a Standing Rock com un punt d'inflexió, tot dient que abans d'això, havia sentit que l'única forma de postular-se per al càrrec de manera efectiva era tenint accés a recursos econòmics, influència social i poder. Però la seva visita a Dakota del Sud, on va veure altres "arriscar les seves vides i tot el que tenien per protegir la seva comunitat", la va inspirar a començar a treballar per a la seva pròpia comunitat.
El 2018, es va presentar a les primàries demòcrates del 14è districte electoral de l'Estat de Nova York, un territori que abasta dos districtes de la ciutat de Nova York (a l'est del Bronx i al nord de Queens) i on la meitat de la població és d'origen hispà. El 26 de juny de 2018, va guanyar les primàries amb el 57% dels vots, superant el candidat oficial sortint del Partit Demòcrata, i líder local, Joseph Crowley, malgrat una gran diferència entre les finances de totes dues campanyes (194.000 dòlars per a la campanya d'Alexandria Ocasio-Cortez, contra 3,4 milions per a la campanya de Crowley). La seva campanya es va distingir per un ús modern de les xarxes socials i pel fet d'anar a cercar electors que no solien votar, mentre que el seu oponent adoptà una actitud condescendent, ja que pensava que guanyaria sense cap problema. La campanya està documentada per Rachel Lears al documental On Course for Congress, que es va divulgar el 2019 a la plataforma de vídeo a la carta Netflix.

## Campanya del 2020
El 2020, una candidata demòcrata, Michelle Caruso-Cabrera, va desafiar Ocasio-Cortez a les primàries del partit. Després que Ocasio-Cortez guanyés la nominació, Caruso-Cabrera es va reorganitzar i es presentà a les eleccions generals com a candidata del moviment Serve America. Els oponents republicans d'Ocasio-Cortez a les eleccions generals van ser John Cummings, un exoficial de policia, i Antoine Tucker, un no-inscrit.
A l'octubre del 2020, la revista liberal The American Prospect va comentar que Alexandria Ocasio-Cortez "passava la campanya del 2020 organitzant tallers" per als components sobre com organitzar-se a la feina, lluitar contra els desnonaments i crer guarderies col·lectives. El periòdic també va notar que la candidata demòcrata sovint no apareixia als tallers, tot afegint que aquesta "estratègia descentralitza la candidata de la seva pròpia campanya".
El 20 d'octubre de 2020, Ocasio-Cortez va participar en un directe de Twitch, jugant a Among Us, un joc de deducció social, amb la congressista Ilhan Omar, i altres jugadors famosos com ara Pokimane, DrLupo i mxmtoon. La difusió va arribar al màxim, i ho van veure més de 400.000 espectadors. Segons Joshua Rivera, de The Guardian, l'esdeveniment va aconseguir humanitzar-la més. Ocasio-Cortez va tornar a protagonitzar una altra partida del mateix joc mitjançant la mateixa plataforma el 27 de novembre de 2020, aquesta vegada amb Hasan Piker, xQc, ContraPoints, Corpse Husband i el diputat canadenc Jagmeet Singh.

## Posicionaments polítics

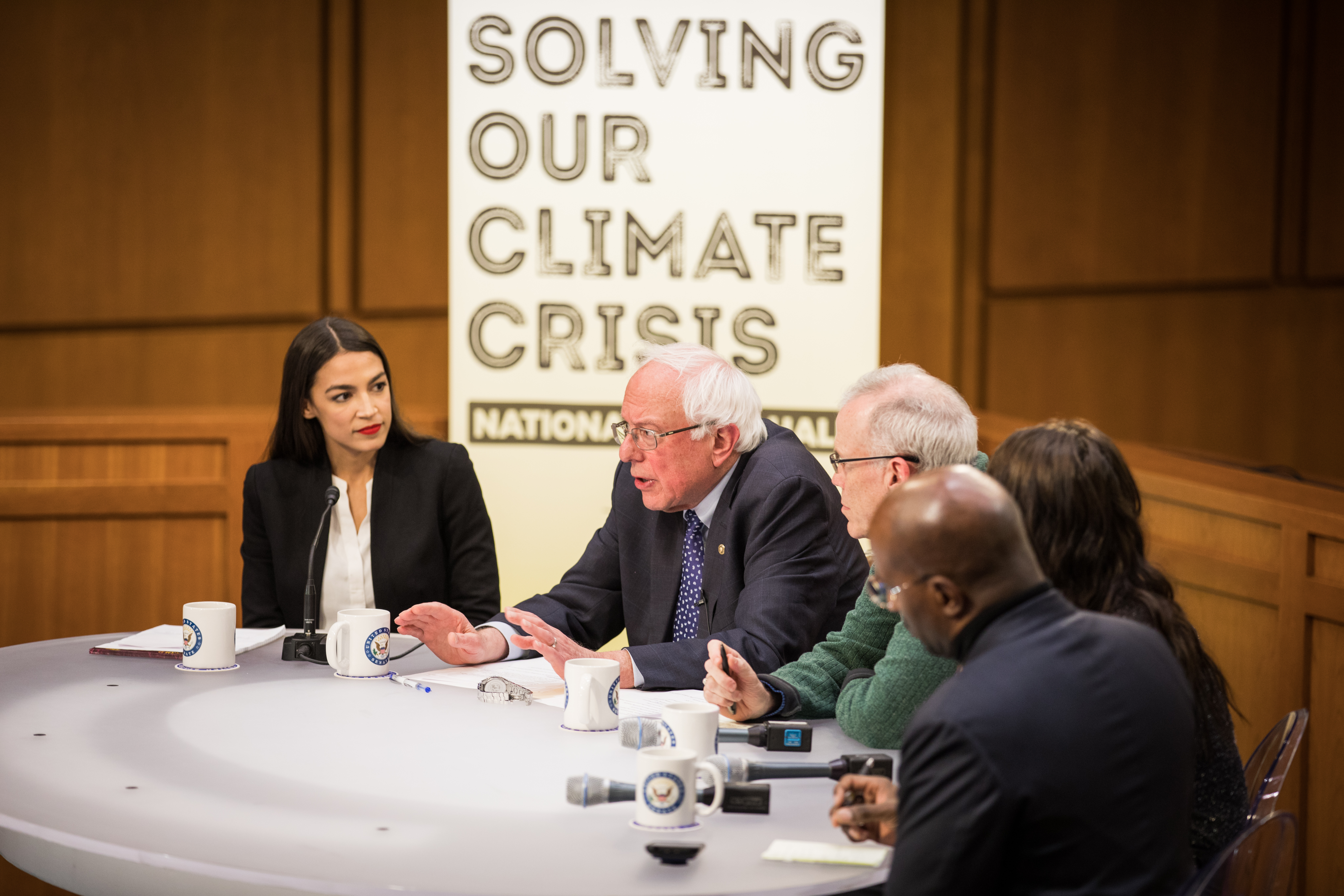
Ocasio-Cortez i el senador Bernie Sanders el desembre de 2018

Ocasio-Cortez és progressista i membre de Socialistes Democràtics d'Amèrica. Dona suport a la sanitat universal, al programa de treball Jobs Guarantee, a posar fi a la privatització de les presons, a la Universitat pública i gratuïta i a promulgar polítiques de control d'armes de foc. Ocasio-Cortez ha criticat la política exterior d'Israel, titllant l'assassinat dels manifestants palestins a la frontera de Gaza de 2018 de "massacre". Dona suport a l'abolició dels ICE (Servei d'Immigració i control de fronteres dels Estats Units), que afirma que utilitzen instal·lacions de la CIA de forma il·legal.
Es destaca igualment com a membre de la classe treballadora cosa que defineix moltes de les seves postures polítiques. Quan el seu pare va morir de càncer de pulmó abintestat el 2008, Ocasio-Cortez es va veure involucrada en una llarga batalla per resoldre el seu estat. Això la va ajudar per aprendre "de primera mà com els advocats nomenats pel tribunal per a administrar un Estat poden enriquir-se ells mateixos a costa de famílies tan sols per donar sentit a la burocràcia." «A Primary Against the Machine: a Bronx Activist Looks to Dethrone Joseph Crowley, The King of Queens». The Intercept, 22-05-2018 [Consulta: 27 juny 2018].</ref> A més, ha explicat que un problema legal del seu cosí i la seva fe catòlica, l'han portat a voler revisar les penes de presó excessives en el sistema judicial.

## Servei al Congrés dels EUA
Al novembre de 2018, durant el primer dia d'orientació al Congrés, Ocasio-Cortez va participar en una protesta contra el canvi climàtic davant l'oficina de la líder de la minoria de la Cambra, Nancy Pelosi. Aquell mateix mes, va donar suport a la candidatura de Pelosi per tal que fos presidenta de la Cambra quan el Partit Demòcrata va recuperar la majoria, amb la condició però que Pelosi "continui sent la candidata més progressista a la presidència".
Durant el període d'orientació que organitza per als nous membres l'Escola de Govern John F. Kennedy, el desembre del 2018, la jove política va criticar a Twitter la influència dels interessos corporatius que tenen alguns patrocinadors com ara l'American Enterprise Institute i el Center for Strategic and International Studies: "Els grups de pressió són aquí. Goldman Sachs és aquí. On són els treballadors? Els activistes? Els líders de primera línia de les comunitats?"
El gener del 2019, quan Alexandria Ocasio-Cortez va pronunciar el seu primer discurs al congrés, C-SPAN va fer una piulada sobre el vídeo. Al cap de 12 hores, el seu discurs de quatre minuts va establir un rècord com a vídeo de Twitter més vist per C-SPAN d'una intervenció d'un membre de la Cambra de Representants.

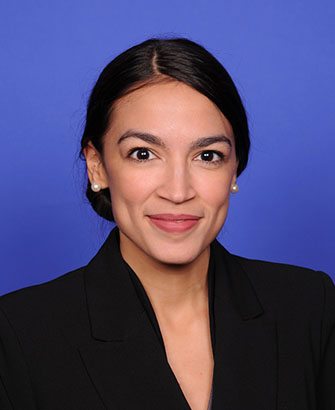
Retrat d'Alexandria Ocasio-Cortez com a diputada de la 116ena legislatura dels Estats Units.

Quan es va reunir el 116è Congrés el 3 de gener de 2019, Ocasio-Cortez va entrar-hi ben novella, però tot i així gaudia d'una gran presència a les xarxes socials. Axios va afirmar aleshores que tenia "tanta influència a les xarxes socials com tot el conjunt dels seus companys demòcrates novells". L'agost de 2020, tenia 8 milions de seguidors de Twitter, o sigui molt per sobre dels 1,4 milions del novembre de 2018 i superava així àmpliament la veterana líder demòcrata Nancy Pelosi.
El gener de 2019 comptava amb 2,2 milions de seguidors d'Instagram a gener de 2019 i en tenia 500.000 a Facebook d'ençà del febrer de 2019. Els seus col·legues la van designar perquè els donés lliçons sobre xarxes socials en arribar al Congrés. Més endavant, a principis de juliol de 2019 es van presentar dues demandes contra ella per bloquejar Joey Salads i Dov Hikind a Twitter a la llum de la resolució del Tribunal d'Apel·lacions del Segon Circuit que havia considerat que el president Trump havia violat la Primera Esmena de la Constitució bloquejant persones a Twitter. El 4 de novembre de 2019 es va anunciar que s'havia resolt la demanda amb Ocasio-Cortez emetent un comunicat en el qual es disculpava per aquest blocatge a la xarxa.
Durant una entrevista del 2019, Ocasio-Cortez afirmà que havia deixat d'utilitzar el seu compte privat de Facebook i que havia reduit considerablement l'ús de tots els seus comptes i plataformes de xarxes socials, qualificant-los de "risc públic per a la salut".
Al febrer del 2019, mentre parlava a una audiència del Congrés amb un grup de representants de grups de supervisió de les finances de la campanya, la política va qüestionar el grup sobre regulacions ètiques, ja que s'apliquen tant al president com als membres del Congrés. Va afirmar que cap normativa no impedeix que els legisladors "siguin comprats per empreses riques". Amb més de 37,5 milions de visualitzacions, el clip es va convertir en el vídeo polític més vist que s'hagi publicat mai a Twitter.

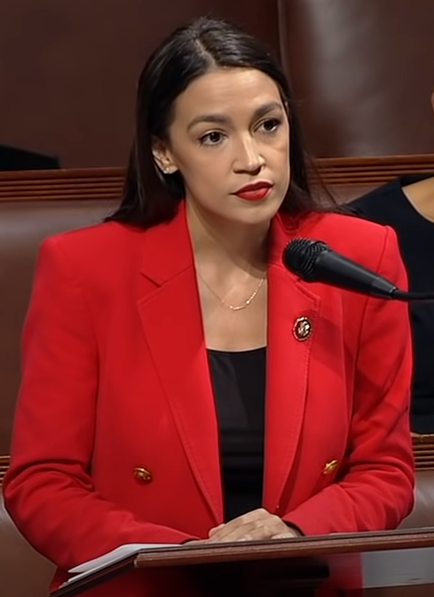
Alexandria Ocasio-Cortez durant un discurs al Congrés dels Estats Units el 2020

Quan l'exadvocat del president Donald Trump, Michael Cohen, va comparèixer davant el Comitè de Supervisió el febrer del 2019, Ocasio-Cortez li va demanar si Trump havia inflat els valors de les seves propietats amb objectius bancaris o d'assegurances i alhora li va preguntar on es podia obtenir més informació sobre aquest tema. La resposta de Cohen implicava que Trump podria haver comès frau fiscal i bancari a les seves declaracions d'impostos personals i empresarials, i també als seus estats financers i a les seves declaracions de béns immobles.
A conseqüència de les preguntes, el president de la Societat de la Constitució Americana va declarar que Alexandria Ocasio-Cortez era el membre del comitè que millor va obtenir informació específica de Cohen sobre les "pràctiques opaques de Trump, juntament amb un full de ruta per obtenir més informació". El columnista del New York Times David Brooks va elogiar la seva habilitat per a qüestionar Cohen. L'intercanvi entre la política i l'advocat de Trump va provocar una investigació de la fiscal general de Nova York, Letitia James, que s'hi va referir a l'agost del 2020 mentre presentava accions legals per tal d'obligar les empreses de Trump a complir les citacions sobre informació financera i el seu fill, Eric Trump, a testificar.